# Дегтярев Олександр Вікторович
Олександр Вікторович Дегтярев (1951, Яранськ Кіровська область, Російська Федерація — 24 листопада 2020, Дніпро, Україна) — генеральний директор Державного підприємства «Конструкторське бюро „Південне“ ім. М. К. Янгеля» — головного підприємства ракетно-космічної галузі України, Герой України.

## Життєпис
Народився 31 жовтня 1951 року в м. Яранську (Кіровська область, Росія). Закінчив Ленінградський механічний інститут (БДТУ) за спеціальністю «Двигуни літальних апаратів» (1975) і економічний факультет Дніпропетровського національного університету (2001). Пройшов стажування і навчання в ряді аерокосмічних компаній США та Франції.
Після закінчення Ленінградського механічного інституту у 1975 році був направлений на роботу до КБ «Південне», де працював до кінця 2020 року. За час роботи пройшов шлях від інженера до Генерального конструктора — генерального директора Державного підприємства «Конструкторське бюро „Південне“ ім. М. К. Янгеля».
1975—1999 рр. — інженер, старший інженер, начальник групи, начальник служби;
1999—2005 рр. — заступник генерального конструктора — генерального директора зі зовнішньоекономічної діяльності;
2005—2010 рр. — перший заступник генерального конструктора — генерального директора з системного проєктування й комплексного розвитку підприємства;
З 2010—2016 рр. — Генеральний конструктор — генеральний директор.
З 2018 р. — Генеральний директор Державного підприємства «Конструкторське бюро „Південне“ ім. М. К. Янгеля».
Помер 24 листопада 2020 року від інфаркту після перенесення коронавірусу.
27 листопада посмертно присвоєно звання Героя України з удостоєнням ордена Держави.

## Діяльність
Дегтярев О. В. пройшов школу проєктування, конструювання і експериментального відпрацювання ракетних комплексів стратегічного та космічного призначення. Зробив значний практичний внесок у розроблення й модернізацію ракетних комплексів з ракетами сімейства SS-17, SS-18 і SS-24 (за класифікацією НАТО), а також проєктів з модернізації та комерційного використання космічних ракетних комплексів сімейства «Зеніт», «Днепр», ряду космічних апаратів і супутникових систем. Зробив істотний внесок у створення відомих ракетно-космічних комплексів у міжнародній кооперації — «Морський старт», «Наземний старт», «Днепр». Велику увагу приділяв реалізації перспективних космічних проєктів, створенню власних КА і рушійних установок у комерційних цілях.
За ініціативи Дегтярева О. В. на підприємстві було організовано службу маркетингу і зовнішньоекономічної діяльності. За його активною участю налагоджено міцні контакти з багатьма світовими компаніями космічного профілю, космічними агентствами багатьох країн і організаціями Європи, США, Єгипту, Японії, Республіки Корея та інших країн світу. Був послідовним прихильником розвитку міжнародної кооперації розроблювачів ракетно-космічної техніки і зміцнення кооперації українських розроблювачів. ДП "КБ «Південне» під керуванням О. В. Дегтярева бере активну участь у проєктах «Циклон-4», «Антарес» («Таурус-II»), «Вега».
Автор близько 200 наукових публікацій і статей з питань розроблення ракетних комплексів різного призначення, їх модернізації й адаптації для вирішення наукових і прикладних завдань, 50 винаходів і патентів, які покладено в основу технології створення конкурентоспроможних ракетно-космічних комплексів. Багато уваги приділяв розвитку галузевої науки і зміцненню науково-виробничих зв'язків КБ «Південне» з Національною академією наук України, академічними інститутами, вищими навчальними закладами багатьох регіонів України.

## Нагороди
- Звання Герой України з удостоєнням ордена Держави (27 листопада 2020, посмертно) — за визначний особистий внесок у розвиток ракетно-космічної галузі України, зміцнення науково-технічного потенціалу держави, розробку новітніх зразків ракетно-космічної техніки[5]
- Орден «За заслуги» II ст. (1 грудня 2011) — за значний особистий внесок у соціально-економічний, науково-технічний, культурно-освітній розвиток незалежної Української держави, вагомі трудові досягнення, багаторічну сумлінну працю[7]
- Орден «За заслуги» III ст. (10 квітня 2002) — за вагомі трудові здобутки, значний особистий внесок у реалізацію Загальнодержавної космічної програми України[8]
- Заслужений машинобудівник України (12 квітня 2004) — за вагомий особистий внесок у розвиток космічної галузі, багаторічну самовіддану працю та з нагоди 50-річчя від заснування підприємства[9]
- Державна премія України в галузі науки і техніки 2009 року — за створення триступеневої ракети-носія «Зеніт-3SL» за програмою «Морський старт» (у складі колективу)[10]
- Відзнака Президента України — ювілейна медаль «25 років незалежності України» (22 серпня 2016) — за значні особисті заслуги у становленні незалежної України, утвердженні її суверенітету та зміцненні міжнародного авторитету, вагомий внесок у державне будівництво, соціально-економічний, культурно-освітній розвиток, активну громадсько-політичну діяльність, сумлінне та бездоганне служіння Українському народу[11]

Нагороджений медалями Федерації космонавтики СРСР імені академіка М. К. Янгеля і імені академіка М. О. Пилюгіна, більше ніж 20 медалями Федерації космонавтики СРСР, Росії, України та інших відомств і органів ракетно-космічної сфери. «Почесний працівник космічної галузі України» (2001), лауреат «Золотої медалі В. Ф. Уткіна» Російської Федерації (2011), лауреат премії НАН України імені М. К. Янгеля (2012).

## Інші посади та звання
- Академік Міжнародної академії астронавтики (2005)[12];
- Секретар українського регіонального відділення Міжнародної академії астронавтики (2005);
- Кандидат економічних наук (2006);
- Доктор технічних наук (2012);
- Академік Національної академії наук України (2015)[13];
- Віце-президент Міжнародної астронавтичної федерації (2016—2018)[14].